# Colonia Videla
Colonia Videla é uma comuna da província de Córdoba, na Argentina.